# Ceratobaeus masneri
Ceratobaeus masneri är en stekelart som beskrevs av Austin 1983. Ceratobaeus masneri ingår i släktet Ceratobaeus och familjen Scelionidae. Inga underarter finns listade i Catalogue of Life.